# Wapen van Horn (Limburg)

Wapen van Horn, 1896-1964

Wapen van Horn, 1964-1991

Het wapen van Horn kent twee versies. De eerste werd op 23 oktober 1896 bevestigd door de Hoge Raad van Adel aan de Limburgse gemeente Horn. De tweede werd op 11 juni 1964 verleend. Per 1991 ging Horn op in de gemeente Haelen. Het wapen van Horn is daardoor komen te vervallen als gemeentewapen. Het gemeentewapen werd voortgezet als het wapen van Haelen per 1991. De gemeente Haelen ging per 2007 op in gemeente Leudal, waar de hoorns eveneens overgenomen werden in het wapen van Leudal.

## Blazoenering

### Wapen per 1896
De blazoenering luidde als volgt:
In goud drie jachthoorns van keel met zilveren beslag.
De heraldische kleuren zijn azuur goud (goud of geel), keel (rood) en zilver (wit). 

### Wapen per 1964
De blazoenering luidde als volgt:
In goud drie jachthoorns van keel, beslagen, geopend en gemond van zilver, geplaatst 2 en 1. Het schild gedekt met een gouden kroon van drie bladeren en twee paarlen.
De heraldische kleuren zijn hetzelfde als die van het wapen van 1896, maar zijn de monden van de hoorns van zilver en is het schild gedekt met een gravenkroon.

## Verklaring
Het wapen verwijst naar het wapen van het geslacht Horne, die hier haar stamgebied had. Leden van dit geslacht bezaten grote delen in het huidige Noord-Brabant, Nederland- en Belgisch Limburg en Noord-Frankrijk. In vele gemeentewapens is een verwijzing naar dit adellijke geslacht opgenomen. Ook zijn de hoorns terug te vinden in het wapen van provincie Limburg. Het geslacht Horne voerde drie gewone koehoorns in haar wapen.

## Verwante wapens

Familiewapen van het geslacht Horne (Wapenboek Beyeren)
Graafschap Horn
Wapen van provincie Limburg
Wapen van Aalst
Wapen van Achiet-le-Grand
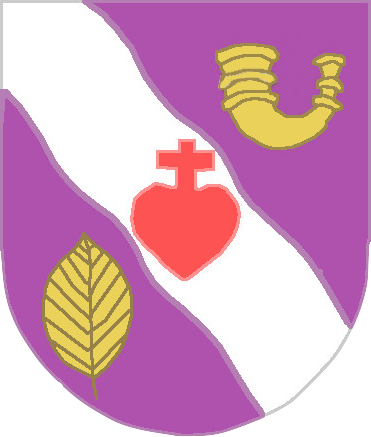
Wapen van Altweerterheide
Wapen van Auchy-au-Bois
Wapen van Beegden
Wapen van Aumerval
Wapen van Budel
Wapen van Buggenum
Wapen van Cranendonck
Wapen van Eindhoven 1817-1923
Wapen van Eindhoven 1923-heden
Wapen van Floringhem
Wapen van Haelen 1867-1950
Wapen van Haelen 1950-1991
Wapen van Haelen 1991-2007
Wapen van Heel 1991-2007
Wapen van Heeze 1817-1979
Wapen van Heeze 1979-1997
Wapen van Heeze-Leende
Wapen van Heythuysen 1819-1992
Wapen van Heythuysen 1992-2007
Wapen van Hunsel
Wapen van Krombeke
Wapen van Leende
Wapen van Lestrem
Wapen van Leudal
Wapen van Loon op Zand
Wapen van Moergestel
Wapen van Neer
Wapen van Neeritter
Wapen van Sains-lès-Pernes
Wapen van Waalre 1942-1960
Wapen van Waalre 1960-heden
Wapen van Weert
Wapen van Wessem
Wapen van Woensel van 1821 tot 1896: Woensel en Eckart
Wapen van Zesgehuchten

Ambt Montfort
· Amby
· Amstenrade
· Arcen en Velden
· Baexem
· Beegden
· Beek
· Belfeld
· Bemelen
· Berg en Terblijt
· Bingelrade
· Bocholtz
· Borgharen
· Born
· Broekhuizen
· Broeksittard 
· Buggenum
· Bunde
· Cadier en Keer
· Echt 
· Eijsden
· Elsloo
· Eygelshoven
· Geleen
· Gennep
· Geulle
· Grathem
· Grevenbicht
· Gronsveld
· Grubbenvorst
· Gulpen 
· Haelen
· Heel
· Heel en Panheel
· Heer
· Helden
· Herten
· Heythuysen
· Hoensbroek
· Horn
· Horst
· Houthem
· Hulsberg
· Hunsel
· Itteren
· Jabeek
· Kessel
· Klimmen
· Limbricht
· Linne
· Maasbracht
· Maasbree
· Maasniel
· Margraten
· Meerlo
· Meerlo-Wanssum
· Meerssen
· Meijel
· Melick en Herkenbosch
· Merkelbeek
· Mheer
· Montfort
· Munstergeleen
· Neer
· Neeritter
· Nieuwenhagen
· Nieuwstadt
· Noorbeek
· Nuth
· Onderbanken
· Obbicht en Papenhoven
· Ohé en Laak
· Oirsbeek
· Ottersum
· Oud-Valkenburg
· Oud-Vroenhoven
· Posterholt
· Roggel
· Roggel en Neer
· Roosteren
· Schaesberg
· Schimmert
· Schinnen
· Schinveld
· Sevenum
· Simpelveld
· Sint Geertruid
· Sint Odiliënberg
· Sint Pieter
· Sittard
· Slenaken
· Spaubeek
· Stramproy
· Stevensweert
· Susteren
· Swalmen
· Tegelen
· Thorn
· Ubach over Worms
· Ulestraten
· Urmond
· Valkenburg
· Vlodrop
· Wanssum
· Wessem
· Wijlre
· Wijnandsrade
· Wittem